# Гай Клавдий Пулхер (претор 56 пр.н.е.)
Вижте пояснителната страница за други личности с името Гай Клавдий Пулхер.
Гай Клавдий Пулхер (на латински: Gaius Claudius Pulcher) е политик на Римската република през 1 век пр.н.е.

## Биография
Произлиза от клон Пулхри на патрицианската фамилия Клавдии и е вторият син на Апий Клавдий Пулхер (консул 79 пр.н.е.) и на Цецилия Метела Балеарика. Брат е на Апий Клавдий Пулхер (консул 54 пр.н.е.), на известния народен трубун Публий Клодий Пулхер (народен трубун 59 пр.н.е.) и на Клавдия Прима, Клавдия Секунда, Клавдия Терция (известна като Клодия).
През 58 пр.н.е. той е легат при Гай Юлий Цезар. През 56 пр.н.е. той е претор и е в опозиция с брат си Публий към Цицерон. От 55 до 53 пр.н.е. е пропретор на провинция Азия. През 55 пр.н.е. оттегля кандидатурата си за консул, понеже не му се напуска Азия.
След връщането му е даден на съд от Марк Сервилий за изнуда. Живее до 43 пр.н.е. в изгнание.
Баща е на Апий (консул 38 пр.н.е.) и на Гай, който е осиновен от брат му Апий (консул 54 пр.н.е.) и се казва също Апий Клавдий Пулхер.